# Lewiston-Porter Central School District
Lewiston-Porter Central School District, coloquialmente conocido como "Lew-Port", es un distrito escolar en las ciudades de Lewiston y Porter, Nueva York, a unas quince millas (24 km) de la ciudad de Niagara Falls.

## Distrito
Lewiston-Porter educa a estudiantes de Youngstown, Lewiston y Ransomville, Nueva York. El distrito cubre aproximadamente 54 millas cuadradas (140 km2) en el norte del condado de Niagara, a orillas del lago Ontario y bordeando el río Niagara. Centralizado en 1947, el distrito está contenido por las ciudades de Lewiston y Porter. Alrededor del 70% de la propiedad sujeta a impuestos del distrito se encuentra dentro del Pueblo de Lewiston, mientras que el Pueblo de Porter representa aproximadamente el 30% del valor tasado del distrito. El distrito contiene cinco estructuras principales:
- Oficinas de Distrito
- Edificio primario (grados K-2)

- Edificio intermedio (grados 3-5)
- Escuela intermedia (grados 6-8)
- Escuela secundaria (grados 9-12)

A partir de junio de 2015, Lewiston-Porter inscribió a 2077 estudiantes en K-12 con 12 alumnos por maestro. El distrito tuvo gastos de $42,234,808 y gastos por alumno de $19,241. El superintendente de Lewiston-Porter es Paul J. Casseri.

A partir de 2015, los estudiantes de Lewiston-Porter eran:
- Estudiantes femenina: 48.21%
- Estudiantes masculinos: 51.79%
- Estudiantes blancos: 92.93%
- Estudiantes negros: 1.77%
- Estudiantes hispanos: 2.20%
- Estudiantes asiáticos: 1.48%
- Estudiantes nativos americanos: 0.81%
- Estudiantes multirraciales: 0.81%
- Índice de diversidad de Gini-Simpson: 13.53%
- Viviendo con ambos padres: 74.76%
- Económicamente en desventaja: 17.25%

- Tasa de pobreza juvenil: 7.69%

En 2014 El distrito escolar central de Lewiston-Porter fue el distrito escolar mejor clasificado (incluidas las escuelas secundarias públicas y privadas) en el condado de Niagara, y el noveno en general en el oeste de Nueva York, en términos de rendimiento académico general.  En 2015 Lewiston-Porter ocupó el décimo lugar en el oeste de Nueva York y el segundo en el condado de Niagara, detrás del distrito escolar central de Starpoint.

### Historia

#### Ex Superintendentes Seleccionados
- Tobias J. Collins–1950-?
- Jerry J. Herman–?-1972
- E.K. Stevens [provisional]–1972 (Superintendente Asistente -  Lewiston-Porter Central School District, regresó a su puesto)
- Daniel Healey
- Gail M. Stephens–1985-1988 (Superintendente - Whitmore Lake Public Schools,[4] fired[5])
- Walter S. Polka–1990-2003 (Asistente del Superintendente de Instrucción - Lewiston-Porter Central School District,[6] jubilado[7])
- Whitney K. Vantine–2003-2005 (Superintendente - Union Springs Central School District,[8] nombrado superintendente de Cold Spring Harbor School District[9])
- Donald W. Rappold [provisional]–2005-2008 (Superintendente Asistente - Lewiston-Porter Central School District, volvió a la posición[10])
- R. Christopher Roser–2008-2015 (Superintendente - Avoca Central School District,[11] jubilado)

## Escuelas

### Escuela Secundaria
Lewiston-Porter High School atiende a los grados 9-12. El director actual es Bradley Rowles. La escuela preparatoria tiene un gran gimnasio, una piscina en el segundo piso, un gran auditorio y 3 pisos de salones de clase. Varias secciones de la escuela secundaria se sometieron a una extensa renovación y remodelación, que concluyó en 2016.

Más del 40 por ciento de los estudiantes participan en deportes interescolares. Hay más de 30 oportunidades extracurriculares para que los estudiantes exploren muchos intereses diferentes. Lew-Port High School tiene un programa de intercambio de China donde los estudiantes van a vivir con una familia voluntaria, y los maestros y estudiantes de China viven en Lewiston por un período de 6 meses. Lew-Port ha formado relaciones con escuelas secundarias hermanas en Italia, Argentina, Francia, China, Bélgica e Inglaterra. El 98,4 % de los estudiantes de la escuela secundaria Lewiston Porter completan la escuela secundaria y el 84 % de los estudiantes continuarán su educación en un entorno universitario.

#### Historia
Lewiston-Porter High School comenzó a construirse en 1950 y abrió sus puertas en septiembre de 1952.

##### Principios Anteriores
- Harry K. Blakeslee–1947-1960 (Director - Lewiston High School, nombrado Director de Salud/Educación Física para el Distrito Escolar Central lewiston-Porter y fundador del Distrito Escolar Lewiston Porter)
- Paul W. Haley–1960-1967 (Profesor de Biología - Lewiston Porter High School, desconocido)
- James W. Davis–1967-1971 (desconocido, nombrado Subdirector de Instrucción en Distrito Escolar Central Lewiston-Porter)
- Theodore Wodzinski–1971-1974
- Glenn Leis–1974-1980 (Principio - Newton High School, killed[15])
- William H. Hockaday–1980-1986 (Fallecido en 2011, anuncio funerario por parte de la familia)
- Richard A. Maratto–1986-1990 (Director – Kensington High School, nombrado Director de Iroquois High School)
- Roberta J. Love–1990-2002 (Subdirectora – Williamsville North High School, jubilada)
- Michael J. Gallagher–2002-2005 (Director – North Collins Junior/Senior High School, nombrado Director de Hamburg High School)
- Paul Casseri–2005-2015 (Director – South Park High School, nombrado Superintendente de Lewiston-Porter Central School District)
- Andrew Auer–2015-2017 (Director - Lewiston-Porter Intermediate Center, nombrado Director de la Lewiston-Porter Middle School)
- Jared D. Taft–2017-2019 (Subdirectora - Lackawanna High School, nombrado Director de la Alexander Elementary School)
- Whitney Vantine [provisional]–2019-2020 (Superintendente provisional - West Seneca Central School District, jubilada)

### Académicos
Lew-Port High School está acreditada por la Middle States Association Commission on Secondary Schools.

### Medio Escuela
Lewiston-Porter Middle School alberga los grados 6-8. El director actual es Andrew Auer.
La escuela intermedia contiene un gimnasio con una jaula de bateo retráctil, una cafetería / auditorio y un piso de aula.

#### Historia
La escuela Lewiston Porter Medio abrió sus puertas en 1957 como "Escuela Lewiston Early Medio".

### Centro de Educación Media
Lewiston-Porter Intermediate Center (antes South Elementary School) sirve a los grados 3–5. La directora es Tina Rodríguez.
El "IEC", como lo llaman los estudiantes y maestros, tiene un gran gimnasio que se puede dividir, una gran cafetería que alguna vez se denominó "Lancer Inn", dos pisos de aulas y un ala de un piso con salas de música y arte. mirando al este.

#### Historia
El "IEC" se construyó anteriormente como una escuela secundaria para el distrito escolar de Lewiston-Porter en 1959. El nombre de la escuela cambió de South Elementary a Lewiston-Porter Intermediate Center en 2002.

Premio Nacional Cinta Azul

### Centro de Educación Primaria
Lewiston-Porter Primary Education Center (antes North Elementary School) alberga los grados K-2 y tiene una matrícula de 513 estudiantes.  El Programa de Edades Múltiples alberga a niños de los grados 1 - 3. La directora es Tamara Larson.

#### Historia
En 2015, el Lewiston-Porter Elementary Education Center fue una de las diecinueve escuelas en todo el estado de Nueva York nominadas por el Departamento de Educación del Estado de Nueva York como Escuela Nacional Listón Azul.  Los diecinueve nominados fueron seleccionados de 6500 escuelas en todo el estado de Nueva York e incluyen escuelas primarias, intermedias y secundarias, así como escuelas públicas, privadas y autónomas.

### Educación especial
El Distrito Escolar Central de Lewiston-Porter brinda a los estudiantes con discapacidades los servicios apropiados para satisfacer las necesidades educativas de cada estudiante.  Un estudiante es clasificado a través del Comité del Departamento de Educación Especial (CSE) del distrito o del Comité de Educación Preescolar (CPSE).  La oficina está ubicada en el Edificio de Administración.  

## Deportes
El nombre del equipo deportivo de la escuela es "Lewiston-Porter Lancers". El logotipo consiste en un lancero medieval listo para cargar, cubierto de verde kelly y blanco, que son los colores del distrito escolar.  Lewiston-Porter tiene una variedad de programas deportivos, que incluyen béisbol, fútbol, baloncesto, bolos, lucha libre, porristas, atletismo, campo traviesa, tenis, voleibol, gimnasia, natación, golf, fútbol, hockey, lacrosse y softbol. Lew-Port tiene un campo de césped detrás de su escuela secundaria que puede albergar juegos y prácticas de fútbol americano, fútbol y lacrosse para la escuela.  Brad Halgash es el director deportivo.
Lew-Port compite en la Niagara Frontier League (NFL) con escuelas rivales, incluidas Niagara-Wheatfield, Niagara Falls, Lockport, Starpoint Central School District y Grand Island Central School District. Actualmente, Lew-Port se encuentra en la Sección 6 de Nueva York.
En la historia de Lew-Port, solo se han retirado oficialmente tres números de Jersey. Incluyen:
- Número 34 - NFL jugador y exalumno de Lew-Port Daryl Johnston's El número se retiró del programa de fútbol de la escuela el 1 de septiembre de 2006.[20]
- Número 74 - el número del jugador de fútbol Kenny Mort también se retiró del programa de fútbol de Lewiston Porter.[20]
- Número 76 - el número del jugador de fútbol Johnathan "J-Mill" Miller se retiró del programa de fútbol el 1 de octubre de 2010. Además, se colocó un parche con su número en las camisetas de los equipos deportivos universitarios. Miller murió el 15 de noviembre de 2009 en un accidente automovilístico.[21]

## Estadios
Lew-Port actualmente tiene dos estadios detrás de su escuela secundaria.  Blakeslee Field, que se usa más comúnmente para fútbol, también se puede usar para fútbol y lacrosse.  Es un campo de césped artificial de hierba sintética.  Al lado de Blakeslee Field está Elia Stadium, que es un campo de fútbol de tamaño completo. Ambos estadios cuentan con cuatro grandes secciones de gradas. En la escuela secundaria Lew-Port, hay un gimnasio de tamaño completo en el que tienen partidos de baloncesto Varsity y Junior Varsity para niños y niñas, y partidos de lucha libre.  También hay una piscina que puede celebrar encuentros de natación. Detrás de la escuela intermedia hay dos diamantes de béisbol y dos diamantes de softbol para J.V. y Varsity baseball y softball.

## Transporte
El distrito escolar ofrece transporte hacia y desde el hogar de los estudiantes a la escuela en forma de autobuses escolares, operados por Ridge Road Express.  Los estudiantes pueden ser llevados a la escuela por sus padres.  Además, los estudiantes de undécimo y duodécimo grado pueden conducir hasta la escuela si tienen una licencia del estado de Nueva York y el permiso de la escuela.

## Alumnos notables

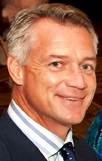
Exalumno de Lew-Port Daryl Johnson

- Gary Baker, cantante y compositor.[22]
- Kyle Cerminara, Luchador de estilo libre y artista marcial mixto
- Dave Clawson, Wake Forest University, Entrenador de futbol americano.
- Sid Jamieson, Entrenador de lacrosse[23]
- Daryl Johnston, ex fullback de la NFL (Dallas Cowboys), Fox NFL Locutor[24]
- Jim Johnstone, exjugador de baloncesto estadounidense
- Gary Schiff, Político y activista[25]
- Joe Cecconi, Jugador de hockey sobre hielo profesional (Dallas Stars)